# Aratorés
Aratorés es una localidad española perteneciente al municipio de Castiello de Jaca, en la Jacetania, provincia de Huesca, Aragón.

## Geografía
Se encuentra a 1021 m de altitud y a 3 km de Castiello de Jaca. Se asienta en un pequeño llano al pie de la Sierra de los Ángeles por el cual se accede al Valle de Borau y desde el que se domina el valle del río Aragón. Es un pequeño y abigarrado núcleo de gran sabor, en el que se pueden apreciar todas aquellas características, hasta los más pequeños detalles, de la arquitectura tradicional de la zona, sobresaliendo robustos pasadizos, airosas chimeneas troncocónicas, alguna balconada y demás componentes de las casas.

## Historia
Según Agustín Ubieto Arteta, la primera cita de este pueblo es en 1094/1104, recogida en la obra de Antonio Durán Godiol Geografía medieval de los obispados de Jaca y Huesca (Huesca, 1962), y documenta las variantes Aratorés, Aratorese y Aratoressa.
La cercanía del río Aragón, importante vía de comunicación desde antiguo y la amplitud del valle (en tiempos denominado Bardaruex: el valle de Aruej) explican la ocupación humana en esta zona desde hace siglos. Concretamente, desde 1206 y mediante una donación de Pedro II, 7 años antes de morir en la Batalla de Muret, Aratorés se vinculó al Cabildo catedralicio de Jaca hasta las amortizaciones decimonónicas. Desde 1887 pertenece al municipio de Castiello de Jaca. Tenía 5 casas en 1495, que ascendían a 11 en 1845, en 1957 pasó a tener 109 habitantes, y alcanzó su máximo histórico en 1910 registrando 114 habitantes. A partir de entonces comienza un lento declive demográfico hasta los 32 habitantes actuales

## Monumentos
Su iglesia parroquial es románica, del siglo XII, con adimentos y transformaciones del siglo XVIII, cuando se le añadió la nueva sacristía y la torre de la iglesia. Bajo la advocación de San Juan Evangelista, presenta orientación canónica, con ábside semicircular cubierto al interior con bóveda de cuarto de ésfera y una sola nave a cuyos pies se adosó la torre. La portada está culminada con un crismón sobre el que se grabó la fecha tardía de 1607, probablemente el año de alguna remodelación. El ábside es el único elemento originario de la construcción junto a una inscripción mozárabe. Lo más conocido del templo es la lápida incrustada al exterior, por su antigüedad y extensión es una de las inscripciones más destacadas de La Jacetania que data del año 901, probablemente proceda de una antigua ermita cercana al pueblo, al igual que otra más pequeña, recolocada junto al crismón, dedicada a un difunto llamado Atto. También de origen funerario son las losas reaprovechadas como pavimento de acceso a la iglesia, entre las que destaca una lauda sepulcral fechada en el siglo XVIII que presenta grabada una magnífica esvástica curvilínea conocida en Aragón como cuatrefuellas, símbolo pagano que alude al sol.